# Wouter Brouwer
Wouter Brouwer (Ámsterdam, 10 de agosto de 1882-Ámsterdam, 4 de mayo de 1961) fue un deportista neerlandés que compitió en esgrima, especialista en la modalidad de espada. Ganó una medalla de oro en el Campeonato Mundial de Esgrima de 1923 en la prueba individual.

## Palmarés internacional
| Campeonato Mundial | Campeonato Mundial     | Campeonato Mundial | Campeonato Mundial |
| Año                | Lugar                  | Medalla            | Prueba             |
| ------------------ | ---------------------- | ------------------ | ------------------ |
| 1923               | La Haya (Países Bajos) | Medalla de oro     | Espada individual  |